# 工农街道 (德阳市)
工农街道，曾是中华人民共和国四川省德阳市旌阳区曾经下辖的一个街道。2019年11月25日，德阳市人民政府宣布撤销工农街道，其所属辖区划归八角井街道。

## 行政区划
工农街道下辖以下地区：
宝峰寺社区、松花江路社区、金江街社区、雅河路社区、泰山南路社区、蒙南路社区、嘉陵江路社区、岷山路社区、连山路社区、华山路社区、海河社区、西河社区、祈连山路社区、昆仑山路社区、千佛村、东升村、耐火材料厂社区、省第四建筑工程公司社区和金鑫公司社区。